# 青木 (川口市)
青木（あおき）は、埼玉県川口市の町名。現行行政地名は青木一丁目から青木五丁目。住居表示実施地区。郵便番号は332-0031。

## 地理
川口市の中南部の青木地区にある町で、芝川の西岸にあたる。
旧下青木村（現：青木、中青木、西青木）の東部に位置するため、「青木東」と呼ばれることも稀にある。1976年の住居表示実施で成立した。川口市の行政の中心となっている。市街は住宅地と工場の混在地帯となっている。最寄駅は川口駅、川口元郷駅、南鳩ヶ谷駅などとなる。
五丁目には、広大な敷地面積を持つ川口オートレース場が置かれ、オートレース開催のほか、地元の児童・生徒の交通指導や、8月に実施される夏祭りであるたたら祭りにも使われる。

### 地価
住宅地の地価は2017年（平成29年）1月1日の公示地価によれば青木1-3-15の地点で34万9000円/m2となっている。

## 歴史

### 地名の由来
旧青木村が川口町、南平柳村、横曽根村と合併した1930年代半ば頃から、上青木は引き続き"上青木"、下青木は"青木"と呼ばれるようになったため、大半がかつての下青木の域である当地域にも"青木"の名が付いている。

### 町名の変遷
| 実施後    | 実施年月日                | 実施前                            | 実施年月日 | 実施前         |
| --------- | ------------------------- | --------------------------------- | ---------- | -------------- |
| 青木1丁目 | 1976年（昭和51年）1月12日 | 青木町1丁目                       | 1937年     | 下青木         |
| 青木2丁目 | 1976年（昭和51年）1月12日 | 青木町1丁目                       | 1937年     | 下青木         |
| 青木3丁目 | 1976年（昭和51年）1月12日 | 青木町2丁目                       | 1937年     | 下青木         |
| 青木4丁目 | 1976年（昭和51年）1月12日 | 青木町2丁目                       | 1937年     | 下青木         |
| 青木5丁目 | 1976年（昭和51年）1月12日 | 青木町2丁目、5丁目、上青木町1丁目 | 1937年     | 下青木、上青木 |

※変遷の一部を省略

## 世帯数と人口
2018年（平成30年）3月1日現在の世帯数と人口は以下の通りである。
| 丁目       | 世帯数    | 人口     |
| ---------- | --------- | -------- |
| 青木一丁目 | 1,906世帯 | 4,186人  |
| 青木二丁目 | 1,285世帯 | 2,591人  |
| 青木三丁目 | 1,219世帯 | 2,499人  |
| 青木四丁目 | 1,629世帯 | 3,713人  |
| 青木五丁目 | 830世帯   | 1,770人  |
| 計         | 6,869世帯 | 14,759人 |

## 小・中学校の学区
市立小・中学校に通う場合、学区（校区）は以下の通りとなる。
| 丁目       | 番地                              | 小学校                 | 中学校               |
| ---------- | --------------------------------- | ---------------------- | -------------------- |
| 青木一丁目 | 全域                              | 川口市立青木中央小学校 | 川口市立青木中学校   |
| 青木二丁目 | 全域                              | 川口市立青木中央小学校 | 川口市立青木中学校   |
| 青木三丁目 | 全域                              | 川口市立青木中央小学校 | 川口市立青木中学校   |
| 青木四丁目 | 全域                              | 川口市立青木中央小学校 | 川口市立青木中学校   |
| 青木五丁目 | 1番1号〜2番99号 17番1号〜20番99号 | 川口市立青木中央小学校 | 川口市立青木中学校   |
| 青木五丁目 | 3番1号〜8番99号 14番1号〜16番99号 | 川口市立青木北小学校   | 川口市立青木中学校   |
| 青木五丁目 | その他                            | 川口市立上青木南小学校 | 川口市立上青木中学校 |

## 施設
公共
- 川口簡易裁判所
- 川口区検察庁
- 川口税務署
- ハローワーク川口（厚生労働省公共職業安定所）
- 青木会館
- 上青木浄水場

教育
- 川口アソカ幼稚園
- 川口市立青木中央小学校
- 川口市立青木中学校
- 川口市立南青木保育所（児童福祉施設）
- 埼玉県立川口高等技術専門校（公共職業能力開発施設）

医療
- 川口工業総合病院
- 佐藤病院

寺院・神社・教会
- 浄土宗西方寺
- 得信寺
- 竜泉寺
- 鎮守氷川神社
- 日本基督教団川口教会

スポーツ
- 川口オートレース場